# Liste de préhistoriens

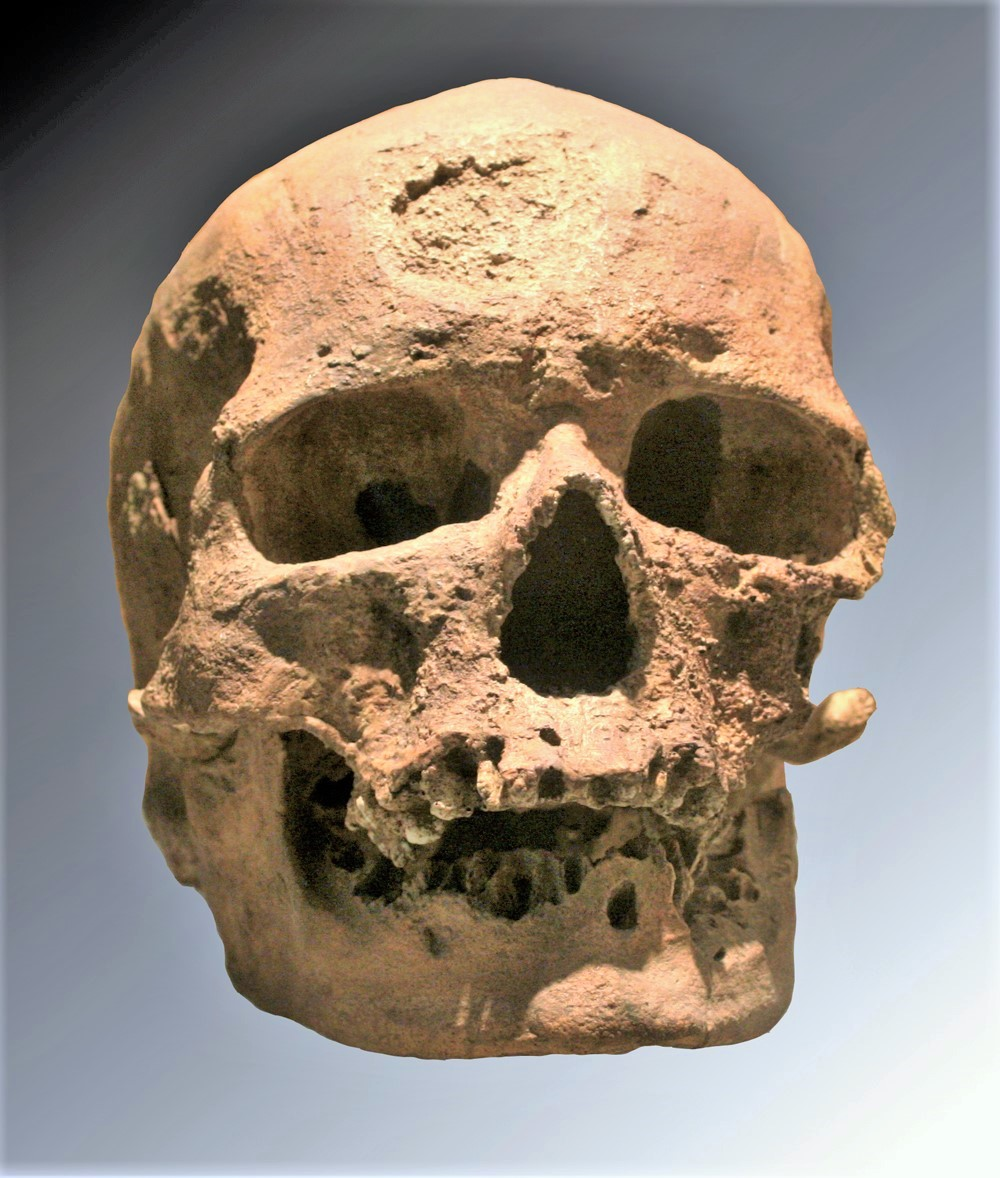
L'Homme de Cro-Magnon (28 000 ans), découvert en 1868 par Louis Lartet.

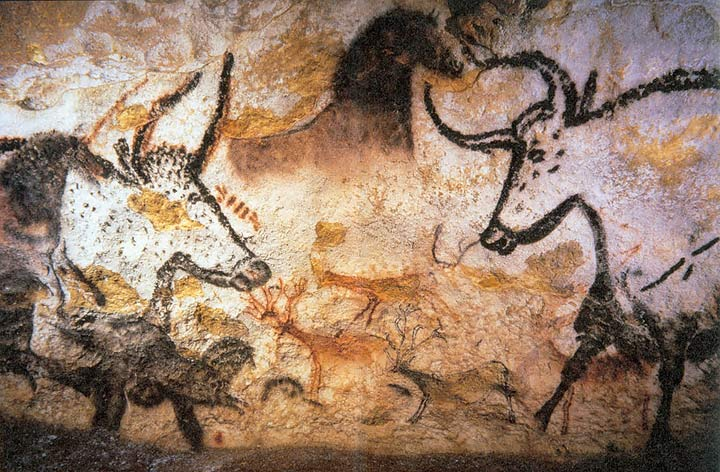
Grotte de Lascaux (Dordogne).

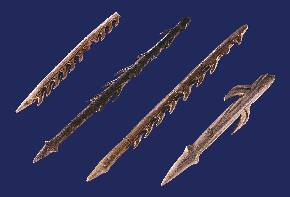
Harpons magdaléniens

Cette liste rassemble aussi bien des préhistoriens, qui sont des archéologues étudiant la Préhistoire, que des paléoanthropologues, qui sont des paléontologues étudiant les fossiles humains ou pré-humains.

La distinction entre ces deux branches de la préhistoire est relativement récente, et la plupart des personnalités de la première moitié du XXe siècle qui suivent ne peuvent guère être affectées exclusivement à l'une ou à l'autre.
Cette liste recense tous les préhistoriens et paléoanthropologues bénéficiant d'un article en français sur Wikipédia, et une partie de ceux dotés d'un article en anglais ou en allemand.

## 

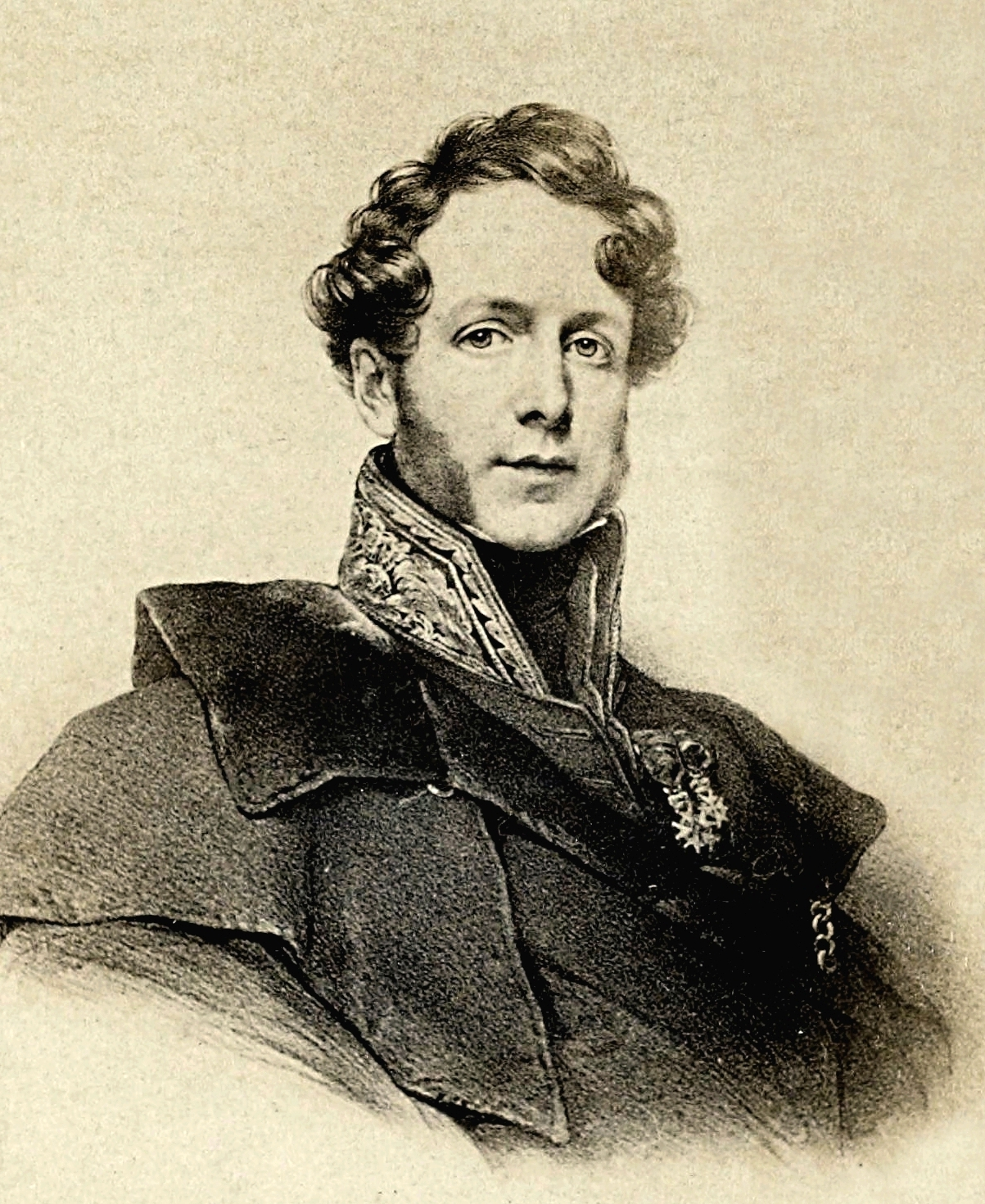
Jacques Boucher de Perthes.

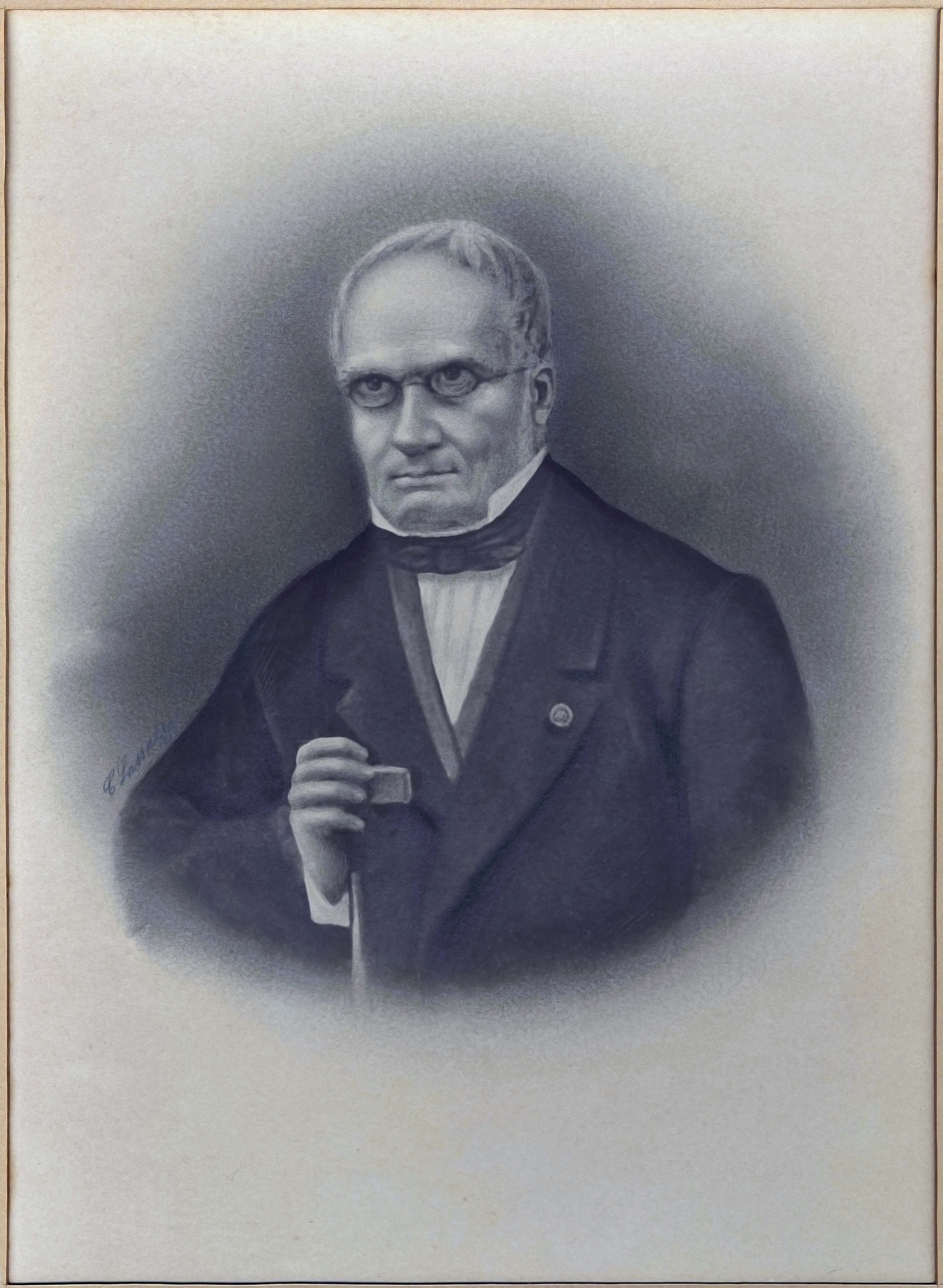
Édouard Lartet.

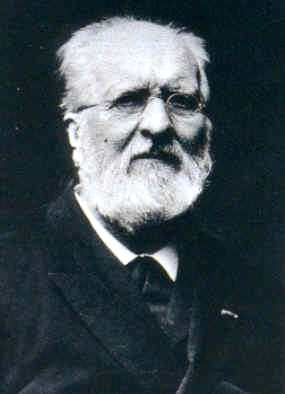
Gabriel de Mortillet.

## France

### Décédés avant 1900
- Jacques Boucher de Perthes (1788-1868), un des fondateurs de la science préhistorique
- Jules de Christol (1802-1861)[1], paléontologue, a décrit certains gisements préhistoriques du Languedoc
- François Jouannet (1765-1845), un des précurseurs de la préhistoire
- Édouard Lartet (1801-1871), un des fondateurs de la science préhistorique, descripteur du Dryopithèque en 1856 en Haute-Garonne
- Louis Lartet (1840-1899), découvreur de l'Homme de Cro-Magnon en 1868 en Dordogne
- Nicolas Mahudel (1673-1747), un des précurseurs de la préhistoire
- Gabriel de Mortillet (1821-1898), auteur d'une première chronologie des industries du Paléolithique en Europe
- Jean-Baptiste Noulet (1802-1890), paléontologue, un des fondateurs de la science préhistorique
- Casimir Picard (1805-1841), précurseur de la typologie lithique
- Henry Testot-Ferry (1826-1869), découvreur en 1866 du site préhistorique de Solutré en Saône-et-Loire
- Paul Tournal (1805-1872), un des fondateurs de la science préhistorique

#### Préhistoriens régionaux
- Pierre de Cessac (1821-1889), dans la Creuse
- Nicolas Husson (1814-1890), en Meurthe-et-Moselle
- Jules de Malbos (1782-1867), en Ardèche

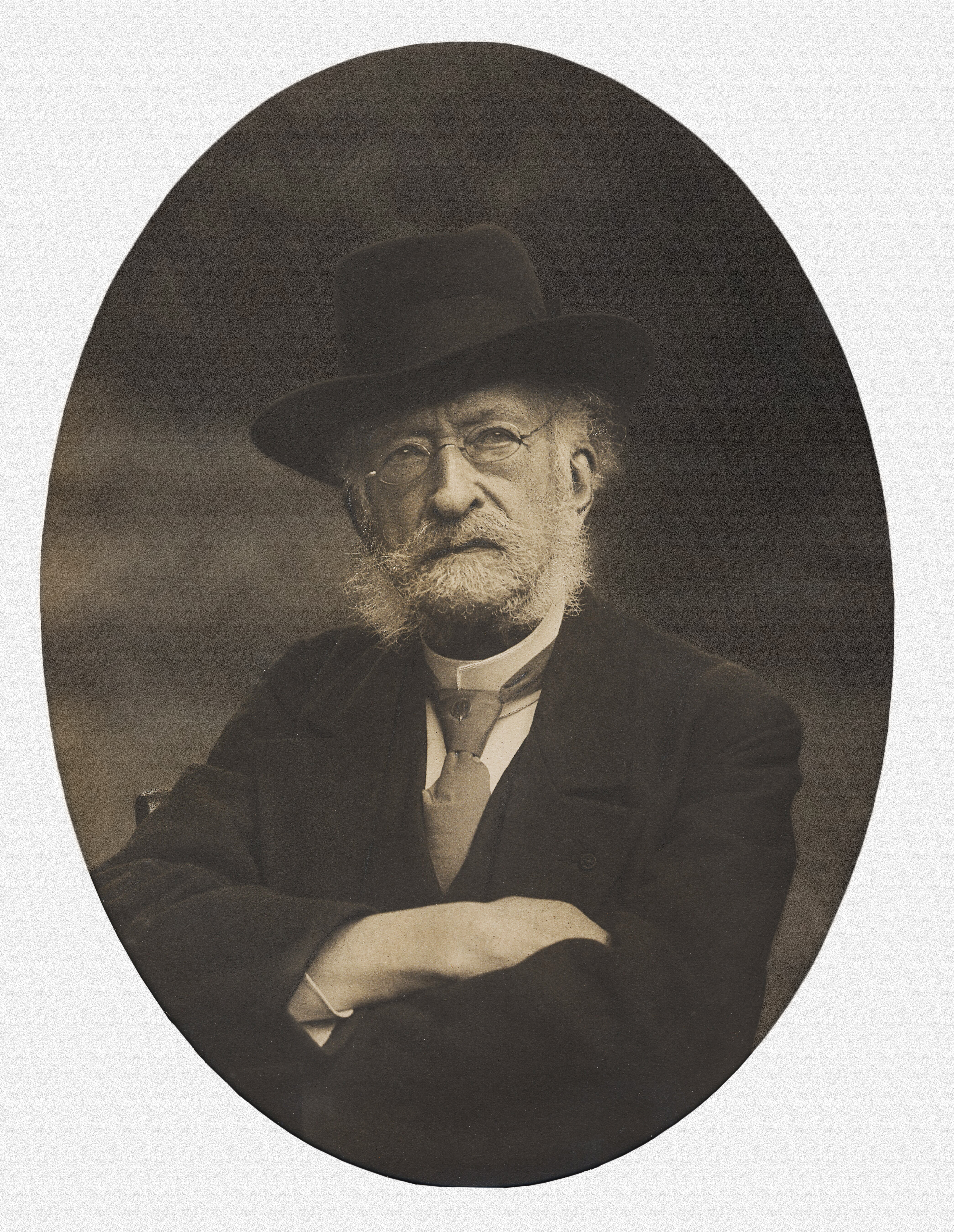
Émile Cartailhac.

### Décédés entre 1900 et 1950
- Ernest d'Acy (1827-1905)
- Adrien Arcelin (1838 - 1904), fouille avec Henry Testot-Ferry le gisement préhistorique de Solutré
- Marcellin Boule (1861-1942), descripteur de l'Homme de Néandertal de La Chapelle-aux-Saints en 1911
- Maurice Bourlon (1875-1914)
- Louis Capitan (1854-1929)
- Émile Cartailhac (1845-1921), spécialiste de l'art pariétal paléolithique, après avoir douté de son authenticité
- Ernest Chantre (1843-1924)
- Gustave Chauvet (1840-1933)
- Victor Commont (1866-1918)
- François Daleau (1845-1927)
- Joseph Déchelette (1862-1914), archéologue du monde celtique
- Félix Garrigou (1835-1920)
- Édouard Harlé (1850-1922)
- Léon Henri-Martin (1864-1936)
- Adrien de Mortillet (1853-1931)
- Hippolyte Müller (1865-1933)
- Saint-Just Péquart (1881-1944), industriel et mécène, a mené des campagnes de fouilles préhistoriques en Bretagne et en Ariège
- Édouard Piette (1827-1906), découvreur de la Dame de Brassempouy en 1894 dans les Landes
- Jean-François-Albert du Pouget de Nadaillac (1818-1904), anthropologue, penseur de la Préhistoire
- Félix Regnault (1863-1938)
- Émile Rivière (1835-1922), descripteur des grottes des Balzi Rossi en 1875 en Italie, et de la grotte de la Mouthe en 1897 en Dordogne
- René de Saint-Périer (1877-1950), découvreur de la Vénus de Lespugue en 1922 en Haute-Garonne
- Joseph Tournier (1854-1938)
- André Vayson de Pradenne (1888-1939), spécialiste de typologie lithique, auteur du terme biface
- Sigismond Zaborowski-Moindron (1851-1928), chercheur en histoire de l'Homme

#### Préhistoriens régionaux
- Adrien Arcelin (1838-1904), en Saône-et-Loire
- Fabien Arcelin (1876-1942), en Saône-et-Loire
- Jules Beaupré (1859-1921), en Lorraine
- Jacques-Gabriel Bulliot (1817-1902), en Saône-et-Loire
- Léopold Chiron (1845-1916), en Ardèche
- Léon Coutil (1856-1943), en Normandie
- François Doumergue (1858-1938), naturaliste et préhistorien en Algérie
- Alcide Leroux, (1846-1926), en Loire-Atlantique
- Zacharie Le Rouzic (1864-1939), dans le Morbihan
- Paul Maufras du Châtellier (1833-1911), dans le Finistère
- Jules Ollier de Marichard (1824-1901), en Ardèche
- Paul Pallary (1869-1942), naturaliste et préhistorien en Algérie
- Alexandre Parat (1843-1932), dans l'Yonne
- Francis Pérot (1840-1918), dans l'Allier
- Paul Raymond (1859-1944), dans le Gard
- Félix Régnault (1847-1908), à Toulouse et dans les Pyrénées
- Claudius Savoye (1856-1908), dans le Rhône

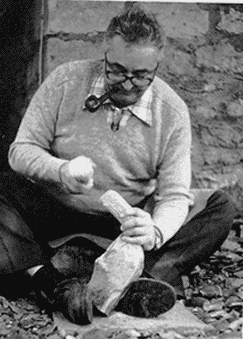
François Bordes.

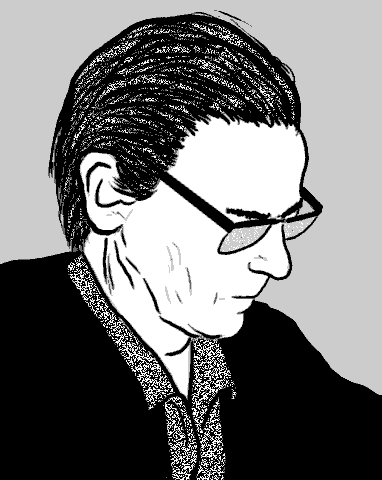
André Leroi-Gourhan.

### Décédés entre 1950 et 2000
- Camille Arambourg (1885-1969), co-découvreur de l'Homme de Tighennif en 1954 en Algérie, et de Paranthropus aethiopicus en 1967 en Éthiopie
- Lionel Balout (1907-1992)
- Henri Begouën (1863-1956)
- Paul Bellin (1931-1987)
- François Bordes (1919-1981), spécialiste des industries du Paléolithique inférieur et moyen en Europe
- Franck Bourdier (1910-1985)
- Jean Bouyssonie (1877-1965)
- Henri Breuil (1877-1961), le Pape de la Préhistoire, spécialiste de l'art pariétal et de la classification des industries paléolithiques
- Jean-René Claudel (1898-1979)
- Joseph Emperaire (1912-1958), archéologue et ethnologue spécialiste de l'Amérique australe
- André Glory (1906-1966)
- Ernest-Gustave Gobert (1879-1973), spécialiste de la Tunisie
- Michel Gruet (1912-1998)
- Jos Jullien (1877-1956)
- Annette Laming-Emperaire (1917-1977), spécialiste de la préhistoire de l'Amérique du Sud
- Henri Laville (1937-1995), spécialiste de paléoclimatologie et de chronostratigraphie au Pléistocène supérieur
- André Leroi-Gourhan (1911-1986), archéologue, ethnologue, anthropologue, théoricien de la Préhistoire, professeur au Collège de France
- Henri Lhote (1903-1991), spécialiste de l'art rupestre en Algérie et au Sahara
- Émile Licent (1876-1952), paléontologue et préhistorien en Chine
- Louis-René Nougier (1912-1995), descripteur de la grotte de Rouffignac en 1956 en Dordogne
- François Octobon (1881-1969), descripteur de la grotte du Lazaret en 1956 dans les Alpes-Maritimes
- Étienne Patte (1891-1987), spécialiste de la préhistoire des Balkans, pionnier de la réhabilitation de l'Homme de Néandertal
- Jean Piveteau (1899-1991), paléontologue et paléoanthropologue
- Maurice Reygasse (1881-1965), auteur de l'Atérien en 1922, conservateur du Musée de Préhistoire et d'ethnographie africaine d'Alger
- Claude Frédéric-Armand Schaeffer (1898-1982), archéologue et préhistorien du Proche-Orient, du Néolithique à l'Âge du bronze
- Pierre Teilhard de Chardin (1881-1955), paléontologue et préhistorien en Chine
- Raymond Vaufrey (1890-1967), spécialiste du Paléolithique supérieur et du Néolithique en Afrique du Nord
- Edmond Vignard (1885-1969), auteur en 1923 du Sébilien, culture de la fin du Paléolithique supérieur en Égypte
- Armand Viré (1869-1951), spéléologue, préhistorien du Paléolithique supérieur et du Néolithique en France
- Paul Wernert (1889-1972), spécialiste du Pléistocène en Alsace

#### Préhistoriens régionaux
- Suzanne Cassou de Saint-Mathurin (1900-1991), a étudié le site du Roc-aux-Sorciers dans la Vienne
- Sylvain Gagnière (1905-1997), dans le Vaucluse
- Roger Grosjean (1920-1975), en Corse
- Amédée Lemozi (1882-1970), dans le Lot, descripteur de la grotte du Pech Merle en 1929
- Denis Peyrony (1869-1954), en Dordogne, descripteur du site de La Ferrassie en 1934
- Élie Peyrony (1897-1989), en Dordogne
- Georges Poirot (1891-1983), en Lorraine

### Décédés après 2000
- Norbert Aujoulat (1946-2011), spécialiste de l'art pariétal, et de la grotte de Lascaux.
- Jacques Briard (1933-2002)
- Gabriel Camps (1927-2002)
- Christian Chambosse (1914-2004)
- Gérard Cordier (1924-2014)
- Henri Delporte (1920-2002)
- Max Escalon de Fonton (1920-2013), en Provence
- Pierre-Roland Giot (1919-2002)
- Jean-Louis Heim (1937-2018), paléoanthropologue, spécialiste de l'Homme de Néandertal
- Jean-François Jarrige (1940-2014), spécialiste du Néolithique et de l'Âge du bronze dans le bassin de l'Indus, au Pakistan et en Inde
- Georges Laplace (1918-2004), spécialiste de typologie lithique
- Arlette Leroi-Gourhan (1913-2005), spécialiste de paléopalynologie
- Jean L'Helgouach (1933-2000), spécialiste du mégalithisme armoricain
- Alfred Muzzolini (1922-2003), spécialiste de l'art rupestre du Sahara
- Maurice Piboule (1919-2011)
- Jean Roche (1913-2008), spécialiste des industries paléolithiques au Maroc et au Portugal
- Denise de Sonneville-Bordes (1919-2008), spécialiste des industries du Paléolithique supérieur en Europe
- Jacques Tixier (1925-2018), spécialiste de technologie lithique

#### Préhistoriens régionaux
- Roger Bouillon (1940-2008), en Mayenne
- Jean Vézian (1915-2012), en Ariège, descripteur de la grotte du Portel

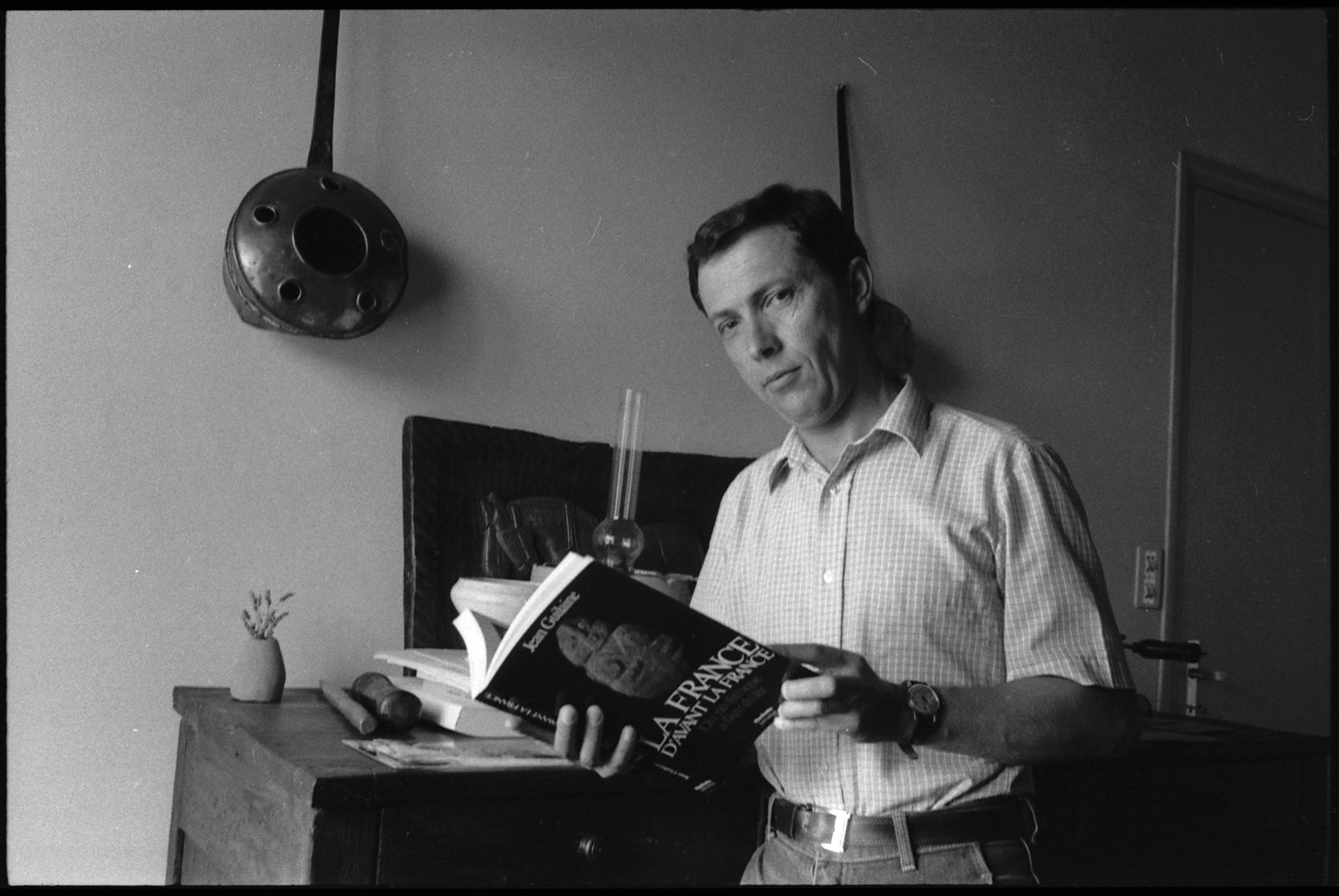
Jean Guilaine.

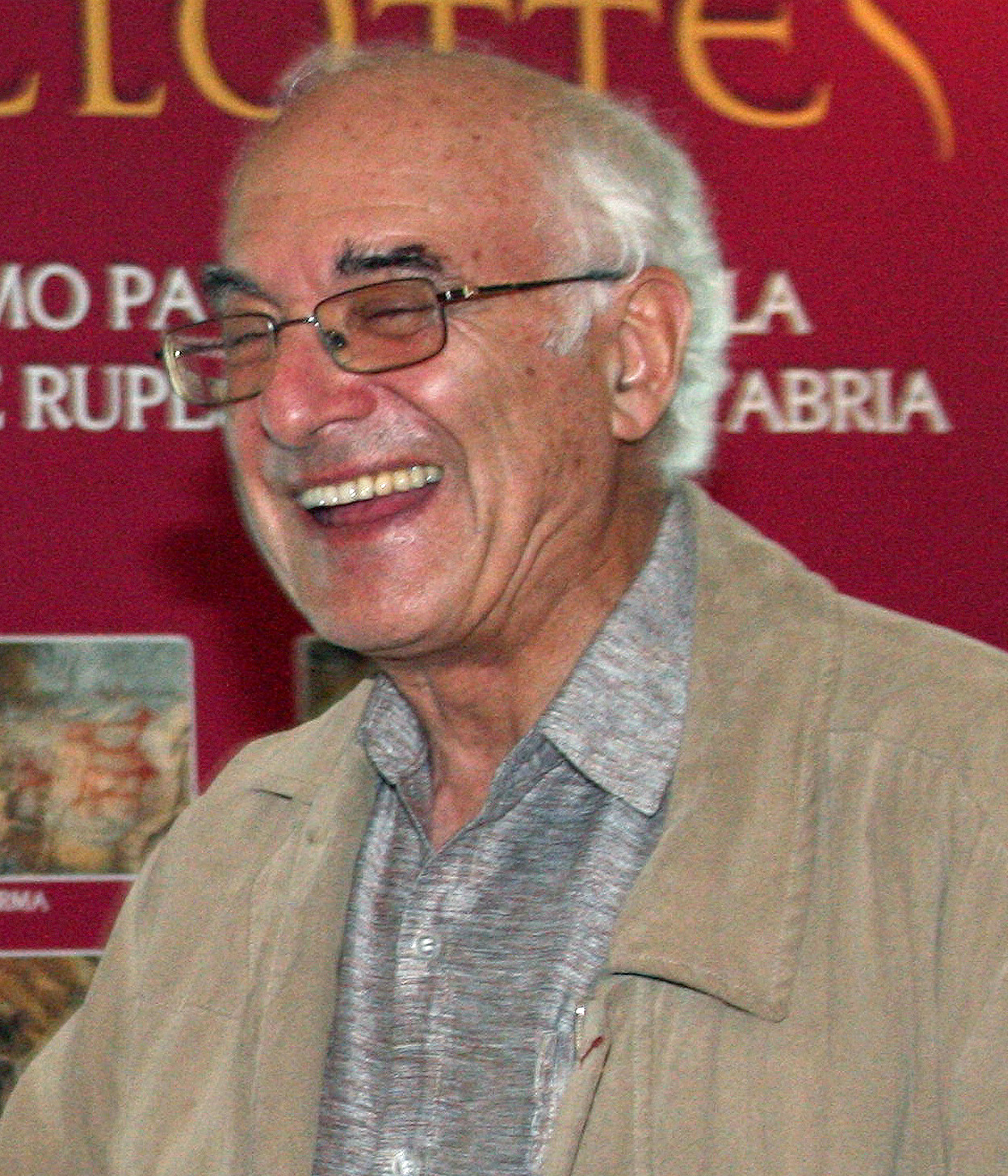
Jean Clottes.

### XXIesiècle

#### Préhistoriens du Néolithique
- Jacques Cauvin (en) (1930-2001)
- Jean Courtin (1936- ), spécialiste du Néolithique provençal, et de la grotte Cosquer
- Jean-Paul Demoule (1947- ), spécialiste de l'Europe néolithique et des Indo-Européens
- Danilo Grébénart (1935- ), du Paléolithique final à l'Âge du fer en Afrique
- Jean Guilaine (1936- ), spécialiste du Néolithique, professeur au Collège de France
- Jean-Loïc Le Quellec (1951- ), spécialiste de l'art rupestre du Sahara
- Charles-Tanguy Le Roux (1941- ), spécialiste du mégalithisme armoricain
- Cyril Marcigny (1970- ), spécialiste du Néolithique et de l'Âge du bronze en Normandie
- Bernard Sergent (1946- ), spécialiste des Indo-Européens
- Olivier Weller (1967- ), spécialiste du sel au Néolithique et dans l'Antiquité

#### Préhistoriens du Paléolithique

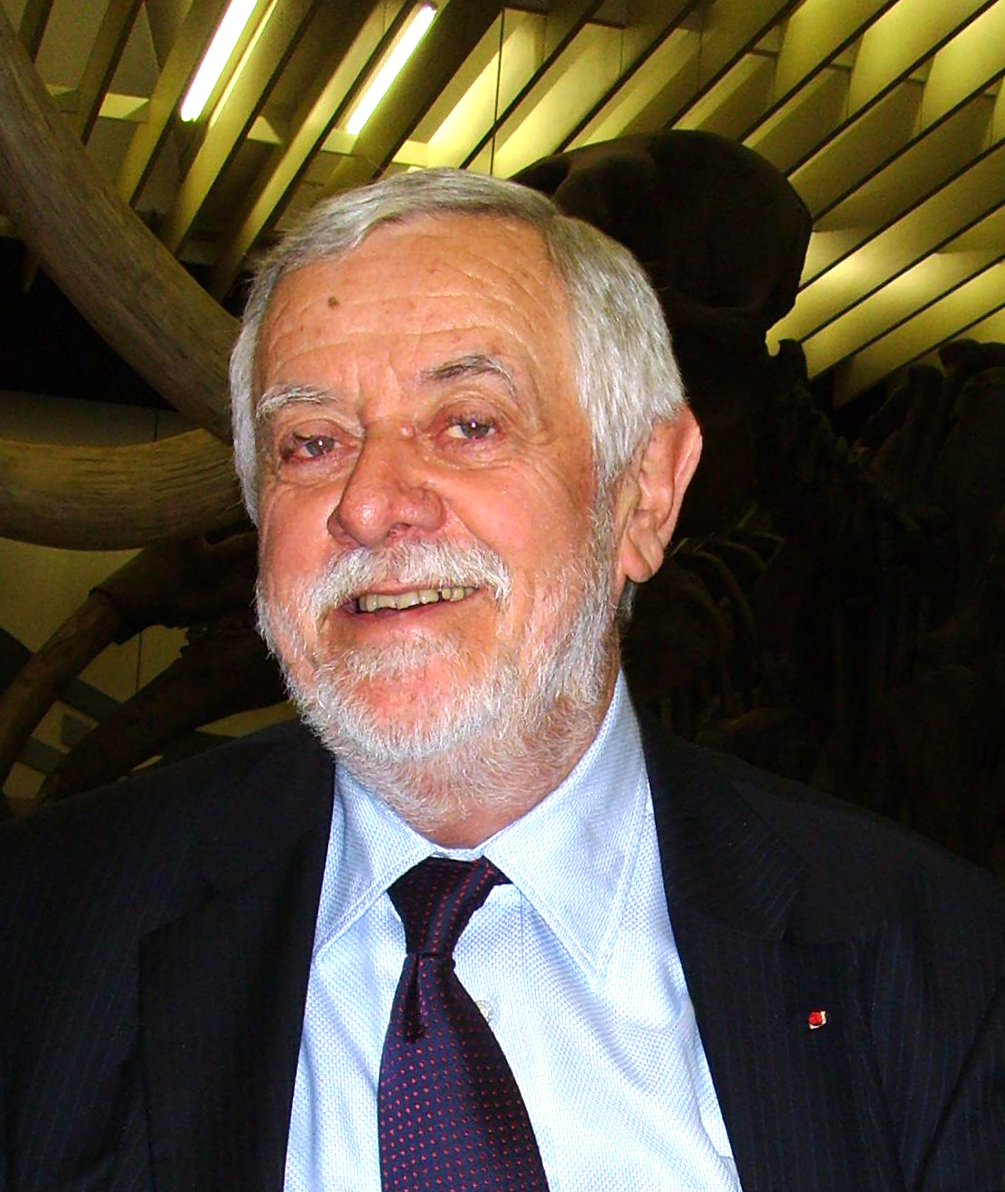
Yves Coppens.

- Sophie Archambault de Beaune ( - ), spécialiste en archéologie cognitive
- Marc Azéma (1967- ), préhistorien et cinéaste de l'art pariétal
- Dominique Baffier ( - ), spécialiste de l'art pariétal
- Éric Boëda (1953- ), spécialiste de la méthode Levallois
- Jean-Pierre Bracco (1961- ), spécialiste des industries lithiques du Paléolithique supérieur en Europe méridionale
- Jean Clottes (1933- ), spécialiste de l'art pariétal et de l'art rupestre
- Gilles Delluc (1934- ), médecin des hôpitaux, spéléologue, spécialiste de la préhistoire en Dordogne et de Lascaux
- Brigitte Delluc (1936- ), spécialiste de l'art pariétal et de Lascaux
- Jacques Jaubert (1957- ), spécialiste de l'Homme de Néandertal
- Jean-Marie Le Tensorer (1947- ), spécialiste du Paléolithique du Proche-Orient
- Grégor Marchand (1968- ), spécialiste de technologie lithique et du Mésolithique
- Marylène Patou-Mathis ( - ), spécialiste de l'Homme de Néandertal
- Romain Pigeaud (1972- ), spécialiste de l'art pariétal
- Yvette Taborin (1929-2020), spécialiste des parures paléolithiques
- Thierry Tillet (1951- ), spécialiste des industries lithiques du Sahara

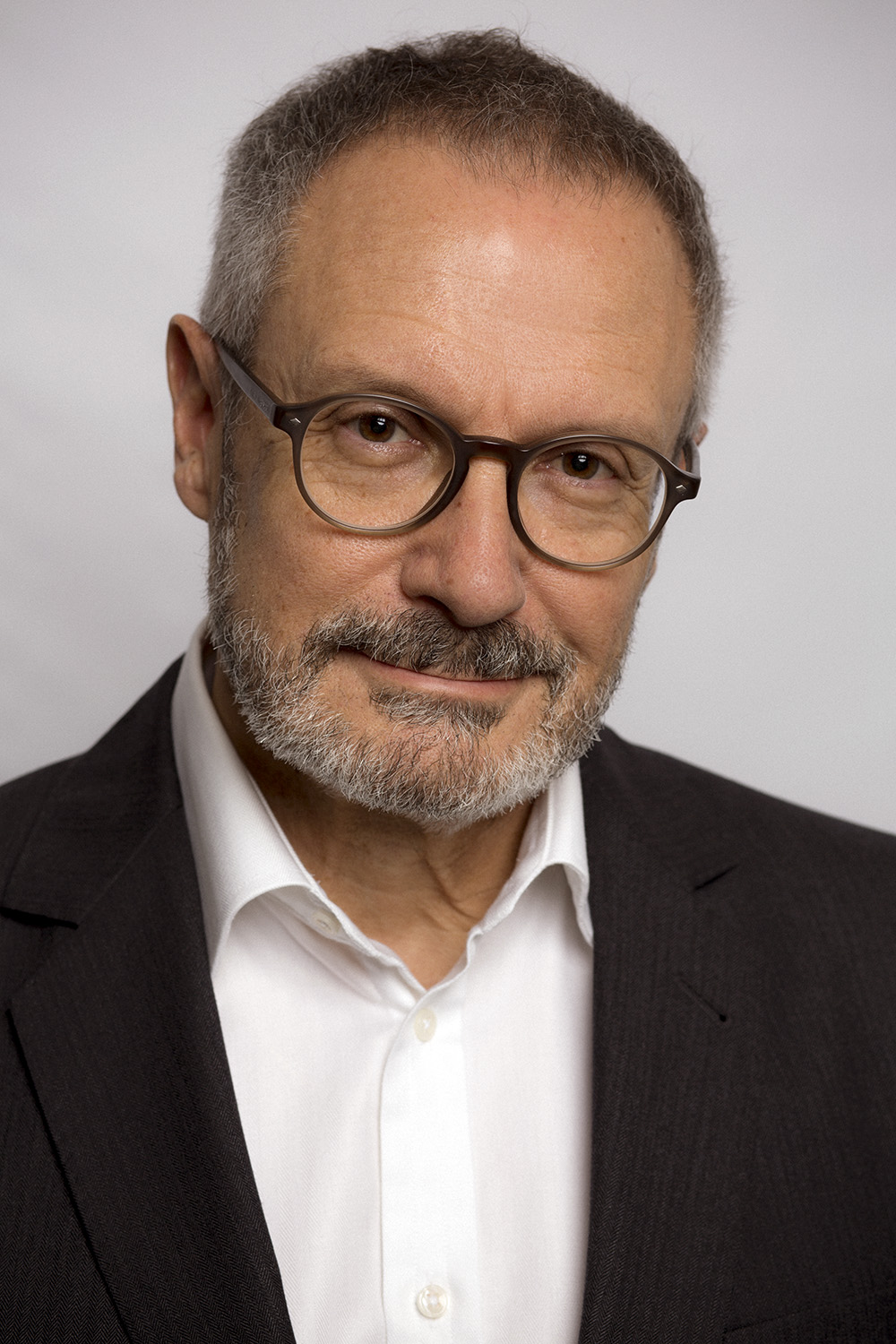
Jean-Jacques Hublin.

#### Paléoanthropologues
- Jean-Pierre Bocquet-Appel (1949- ), spécialiste de paléodémographie
- Louis de Bonis (1934- ), paléontologue, spécialiste des primates fossiles
- José Braga (1967- ), spécialiste des premiers représentants du genre Homo
- Michel Brunet (1940- ), découvreur d'Abel en 1995 et de Toumaï en 2001 au Tchad, professeur au Collège de France
- Jean Chaline (1937- ), spécialiste de l'évolution des rongeurs et des hominidés
- Philippe Charlier (1977- ), médecin anatomiste, paléopathologiste, a notamment travaillé sur l'Homme de Florès
- Silvana Condemi ( - ), spécialiste de l'Homme de Néandertal
- Yves Coppens (1934-2022), co-découvreur de Lucy en 1974 en Éthiopie, promoteur de l'East Side Story, professeur au Collège de France
- Anne Dambricourt Malassé (1959- ), découvre en 2009 le premier site préhistorique pliocène (> 2,6 Ma) en Asie, à Masol en Inde
- Jean-Jacques Hublin (1953- ), découvreur des plus anciens fossiles d'Homo sapiens au Maroc, publiés en 2017, professeur au Collège de France
- Henry de Lumley (1934- ), co-découvreur de l'Homme de Tautavel en 1965 en France
- Marie-Antoinette de Lumley (1934- ), co-découvreuse de l'Homme de Tautavel en 1965 en France
- Pascal Picq (1954- ), généraliste de l'évolution de l'homme
- Brigitte Senut (1954- ), co-découvreuse d'Orrorin tugenensis en 2000 au Kenya, spécialiste des hominoïdes fossiles
- Bernard Vandermeersch (1937- ), spécialiste de l'Homme de Néandertal, découvreur du fossile Qafzeh 9 en 1967 en Israël

## Allemagne

### Décédés avant 1960

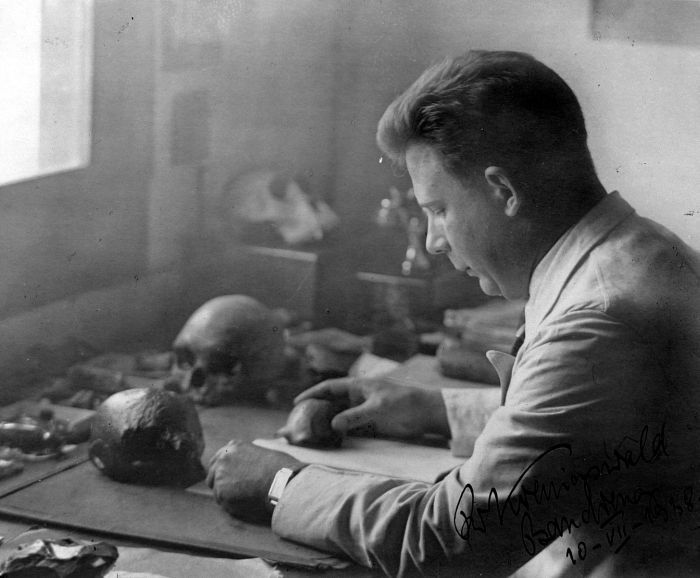
Gustav von Koenigswald.

- Johann Carl Fuhlrott (1803-1877), descripteur en 1857 des fossiles holotypes de l'Homme de Néandertal en Allemagne
- Karl Gutmann (1854-1931), archéologue et préhistorien en Alsace et dans le pays de Bade
- Ludwig Lindenschmit (1809-1893), préhistorien de la Rhénanie et de la Hesse, premier conservateur du Musée central romain-germanique
- Johanna Mestorf (1828-1909), préhistorienne de l'Allemagne du nord, première femme professeur d'université en Allemagne
- Hugo Obermaier (1877-1946)
- Otto Schoetensack (1850-1912), descripteur d'Homo heidelbergensis en 1908 en Allemagne
- Carl Schuchhardt (1859-1943)
- Franz Weidenreich (1873-1948), médecin anatomiste, descripteur de l'Homme de Pékin en Chine de 1934 à 1941

### Décédés après 1960
- Gerhard Bersu (1889-1964), archéologue et préhistorien en Europe
- Kurt Bittel (1907-1991)
- Joachim Hahn (1942-1997), spécialiste du Paléolithique supérieur en Allemagne
- Gustav von Koenigswald (1902-1982), descripteur du Gigantopithèque en 1935 en Chine, co-descripteur d'Homo robustus en 1939 et d'Homo paleojavanicus en 1941 à Java
- Ludwig Kohl-Larsen (1884-1969)
- Hansjürgen Müller-Beck (1927-2018)
- Gustav Riek (1900-1976)
- Alfred Rust (1900-1983)

### XXIesiècle
- Winfried Henke (de) (1944- ), spécialiste du processus d'hominisation
- Johannes Krause (1980- ), paléogénéticien, co-descripteur génétique de l'Homme de Denisova en 2010 en Sibérie
- Friedemann Schrenk (de) (1956- ), co-découvreur des fossiles UR 501 en 1991 et RC 911 en 1996, au Malawi

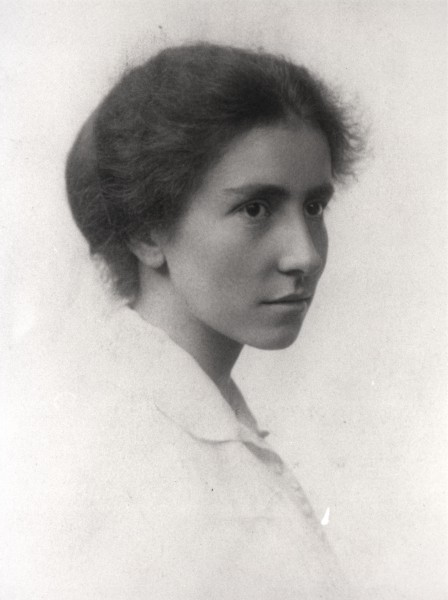
Dorothy Garrod.

## Royaume-Uni

### Décédés avant 1960
- Henry Christy (1810-1865), mécène, un des pionniers de la recherche préhistorique en France
- Maud Cunnington (en) (1869-1951), archéologue de l'Âge du fer en Grande-Bretagne
- Arthur Keith (1866-1955), anthropologue, théoricien post-darwinien de l'évolution de l'Homme
- William King (1809-1886), géologue, descripteur de l'Homme de Néandertal en 1864 en Allemagne
- John Lubbock (1834-1913), inventeur en 1865 des termes Paléolithique et Néolithique
- James Miln (1819-1881), pionnier des fouilles sur les sites mégalithiques de Carnac en Bretagne
- William Stukeley (1687-1765), pionnier de la recherche archéologique sur les sites mégalithiques de Stonehenge et Avebury en Angleterre
- Francis Turville-Petre (1901-1941), découvreur de l'Homme de Galilée en 1925 en Israël
- Arthur Smith Woodward (1864-1944), descripteur d'Homo rhodesiensis en 1921 en Zambie

### Décédés après 1960
- Grahame Clark (1907-1995)

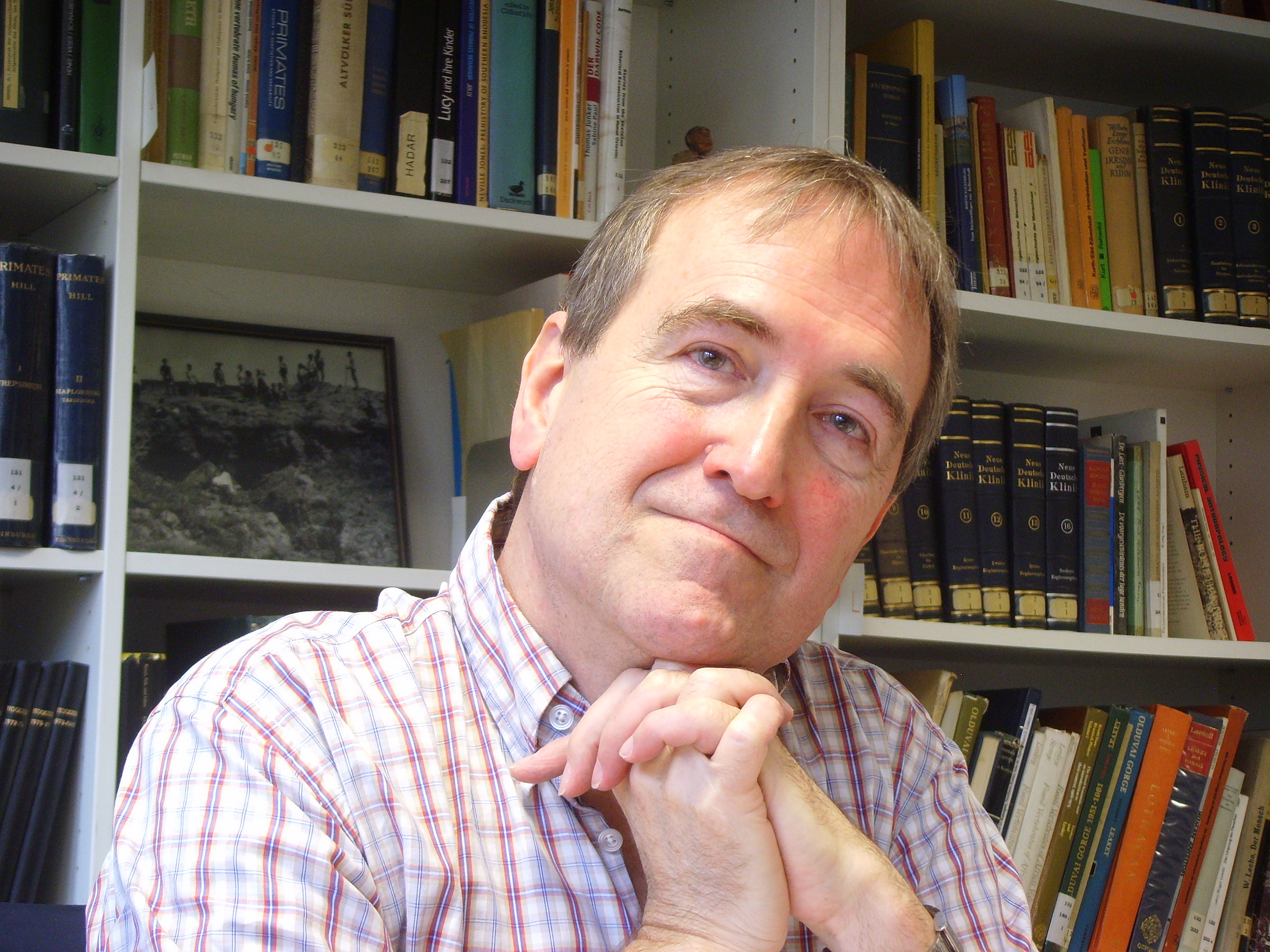
Christopher Brian Stringer.

- John Desmond Clark (1916-2002), découvreur en 1956 du site des chutes de Kalambo en Zambie, spécialiste de la préhistoire africaine
- Lorraine Copeland (1921-2013), spécialiste des industries lithiques du Proche-Orient
- Glyn Daniel (1914-1986), spécialiste de l'Âge du bronze et du mégalithisme européens
- Dorothy Garrod (1892-1968), découvreuse en 1929 de l'Homme de Néandertal de Tabun en Israël, première femme professeur à Cambridge
- Wilfrid Le Gros Clark (1895-1971), anatomiste, paléontologue, paléoanthropologue
- James Mellaart (1925-2012), co-découvreur en 1951 du site néolithique de Çatal Höyük en Turquie
- Alan Walker (1938-2017), découvreur du Crâne noir de Paranthropus aethiopicus en 1985 au Kenya
- John Wymer (1928-2006), spécialiste du Paléolithique inférieur en Grande-Bretagne

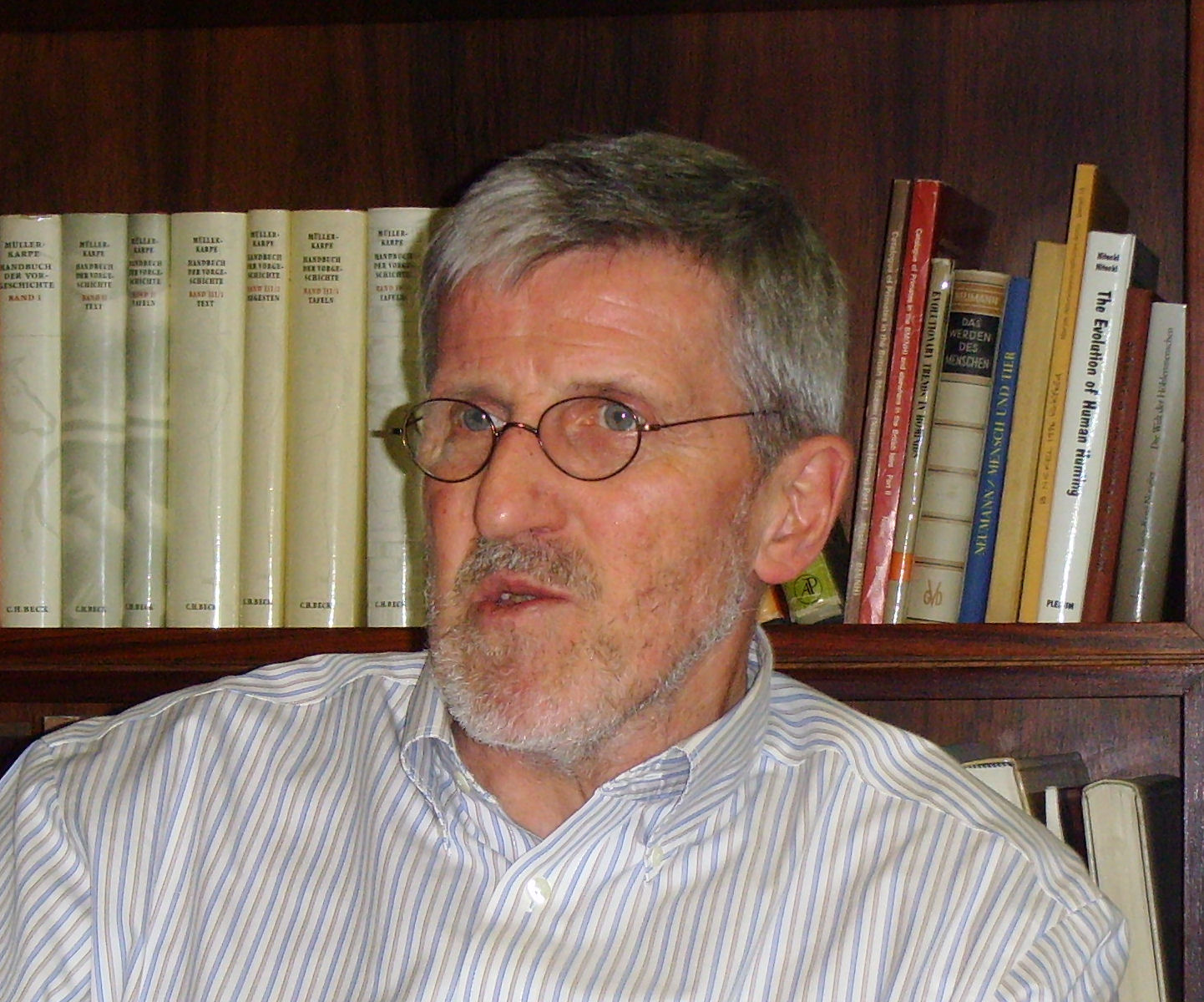
Bernard Wood.

### XXIesiècle
- Ronald Clarke (1944- ), découvreur en 1994-1997 de Little Foot en Afrique du Sud
- Bryony Coles (en) (1946- ), spécialiste du Doggerland (Mer du Nord)
- Barry Cunliffe (1939- ), archéologue de l'Angleterre celtique et romaine
- Robin Dennell (en) (1947- ), co-découvreur du site archéolithique de Riwat en 1983 au Pakistan
- Paul Mellars (en) (1939- ), spécialiste de l'émergence et de la diffusion d'Homo sapiens
- Stephen Oppenheimer (1947- ), généticien des populations, anthropologue, spécialiste d'Homo sapiens
- Martin Pickford (1943- ), co-découvreur d'Orrorin tugenensis en 2000 au Kenya, spécialiste des hominoïdes fossiles
- David Pilbeam (en) (1940- ), spécialiste des hominidés fossiles
- Colin Renfrew (1937- ), spécialiste des Indo-Européens, promoteur de l'hypothèse anatolienne
- Christopher Stringer (1947- ), l'un des pionniers de la théorie de l'Origine africaine de l'homme moderne
- Alasdair Whittle (1949- ), spécialiste du Néolithique européen
- Bernard Wood (de) (1945- ), paléoanthropologue, promoteur d'Homo ergaster

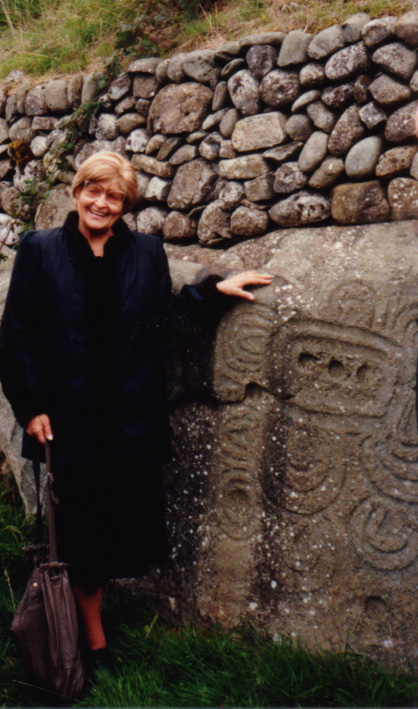
Marija Gimbutas.

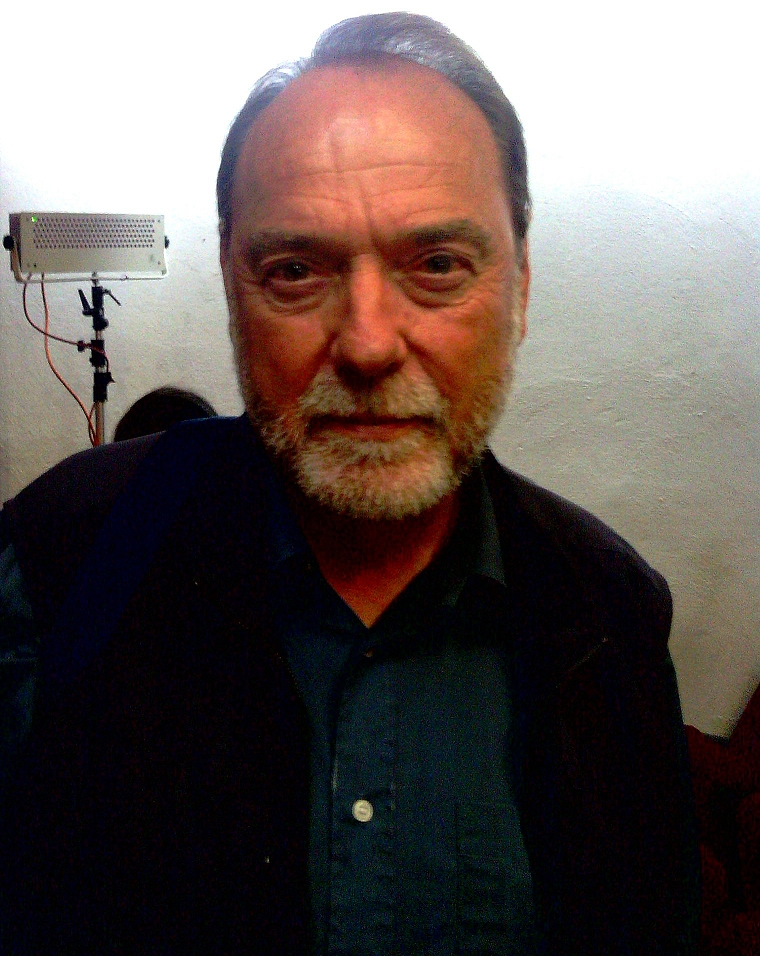
Ian Tattersall.

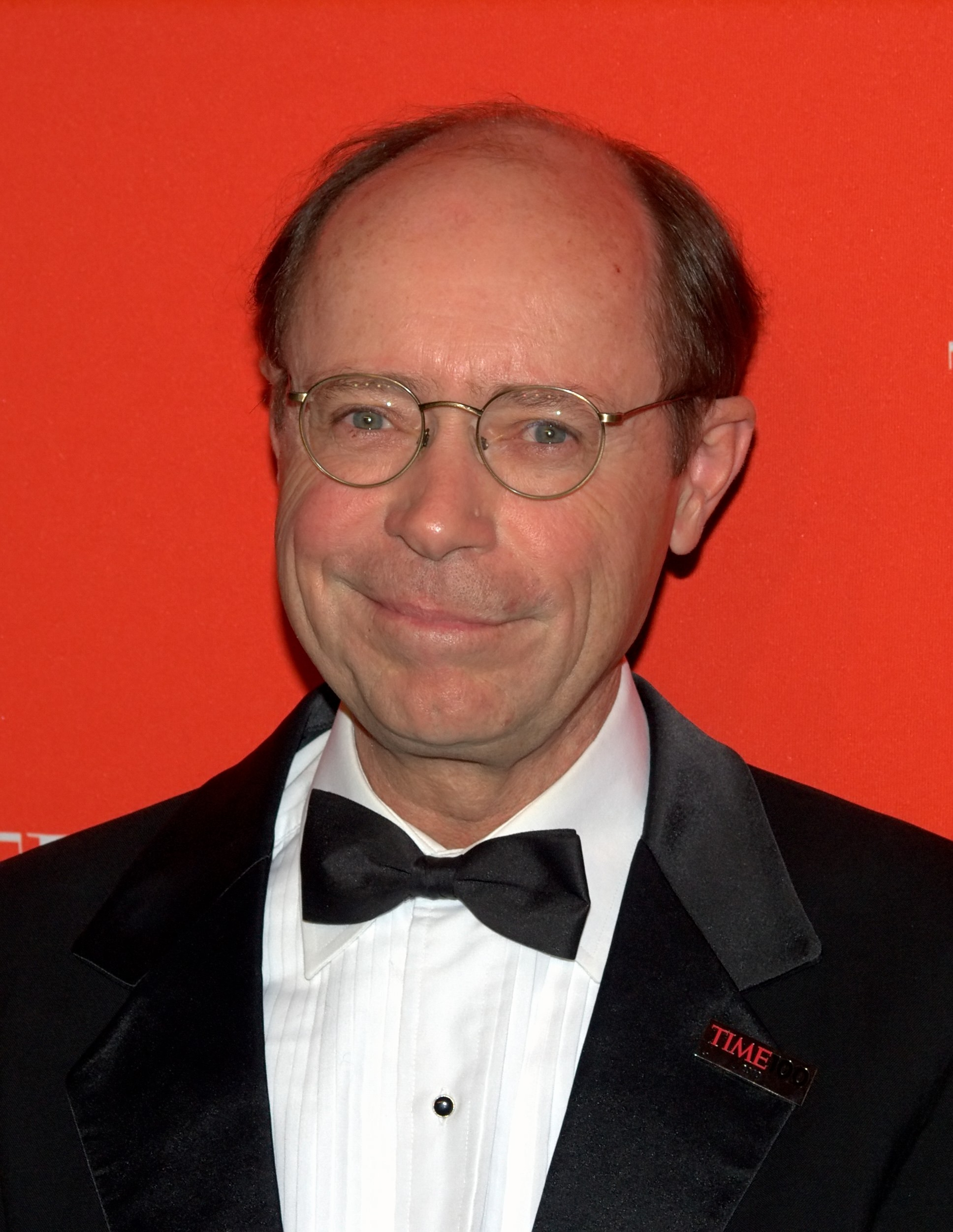
Timothy White.

## États-Unis

### Décédés
- Lewis Binford (1931-2011), pionnier de l'ethnoarchéologie et de l'archéologie anthropologique
- Robert John Braidwood (1907-2003), spécialiste du Néolithique du Moyen-Orient
- Marija Gimbutas (1921-1994), spécialiste des Indo-Européens, promoteur de l'hypothèse kourgane
- Francis Clark Howell (1925-2007), lance les expéditions paléoanthropologiques en Éthiopie en 1967
- William W. Howells (1908-2005), anthropologue, vulgarisateur de l'évolution de l'Homme
- Alexander Marshack (1918-2004), promoteur de la théorie de l'existence de marques numériques ou calendaires au Magdalénien
- Theodore McCown (de) (1908-1969), co-découvreur du fossile Skhul 5 en 1933 en Israël
- Hallam Movius (1907-1987), co-découvreur du fossile Skhul 5 en 1933 en Israël, auteur de la ligne de Movius (en) en 1948
- Ralph Solecki (1917- ), découvreur en 1951 du site néandertalien de Shanidar en Irak
- Fred Wendorf (1924-2015), co-découvreur du site néolithique de Nabta Playa en 1973 en Égypte

### XXIesiècle

#### Préhistoriens
- Nicholas Conard (1961- ), spécialiste du Paléolithique supérieur en Allemagne
- Margaret Conkey (1943- ), spécialiste du Magdalénien et de la femme préhistorique
- Richard Klein (1941- ), promoteur de la théorie de l'émergence soudaine de la modernité comportementale chez Homo sapiens
- James Patrick Mallory (1945- ), spécialiste de l'Âge du bronze et des Indo-Européens

#### Paléoanthropologues
- Leslie Aiello (en) (1946- ), spécialiste de l'évolution anatomique du genre Homo
- Lee Rogers Berger (1965- ), découvreur d'Australopithecus sediba en 2008, et d'Homo naledi en 2013, en Afrique du Sud
- James Birx (en) (1941- ), paléoanthropologue, directeur de publication
- Timothy Bromage (de) (1954- ), co-découvreur des fossiles UR 501 en 1991 et RC 911 en 1996, au Malawi
- Russell Ciochon (en) (1948- ), spécialiste des hominidés asiatiques, et notamment du Gigantopithèque
- John G. Fleagle ( - ), spécialiste des primates et hominidés fossiles
- Walter Hartwig (en) ( - ), spécialiste des primates et hominidés fossiles
- Donald Johanson (1943- ), découvreur de Lucy en 1974 en Éthiopie
- Bruce Latimer ( - ), spécialiste de l'émergence de la bipédie chez les hominines, co-descripteur d'Australopithecus garhi en 1999
- Daniel Lieberman (en) (1964- ), spécialiste de l'évolution de la bipédie chez les hominines
- David Reich (1974- ), paléogénéticien, co-descripteur génétique de l'Homme de Denisova en 2010 en Sibérie
- Jeffrey Schwartz (en) (1948- ), spécialiste de morphologie des fossiles d'hominidés
- Ian Tattersall (1945- ), spécialiste des Lémuriens et de l'évolution humaine
- Erik Trinkaus (1948- ), l'un des promoteurs de la théorie des interactions soutenues entre l'Homme de Néandertal et Homo sapiens
- Russell Tuttle (1939- ), primatologue et paléoanthropologue, spécialiste de la locomotion
- Timothy White (1950- ), co-descripteur d'Ardipithecus ramidus en 1994, découvreur de l'Homme de Herto en 1997, en Éthiopie
- Milford Wolpoff (1942- ), promoteur de la théorie de l'Origine multirégionale de l'homme moderne

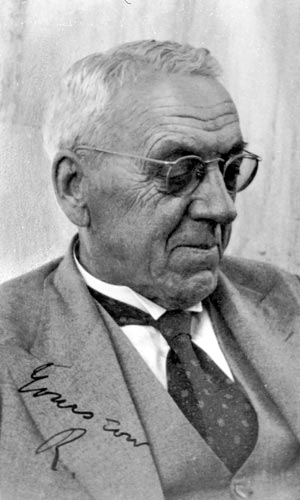
Robert Broom.

## Autres pays

### Afrique du Sud
- Robert Broom (1866-1951), co-découvreur de Mrs. Ples en 1947 en Afrique du Sud
- Glynn Isaac (1937-1985), spécialiste de l'évolution du genre Homo
- John Talbot Robinson (en) (1923-2001), co-découvreur de Mrs. Ples en 1947 en Afrique du Sud
- John Thackeray (de) (1952- ), auteur du concept d'espèce statistique, fondé sur la comparaison d'une multitude de caractères morphologiques
- Phillip Tobias (1925-2012), co-descripteur d'Homo habilis en 1964 en Tanzanie, spécialiste des gorges d'Olduvai et de Sterkfontein
- Clarence Van Riet Lowe (en) (1894-1956), co-auteur de la classification des industries lithiques d'Afrique australe en 1929

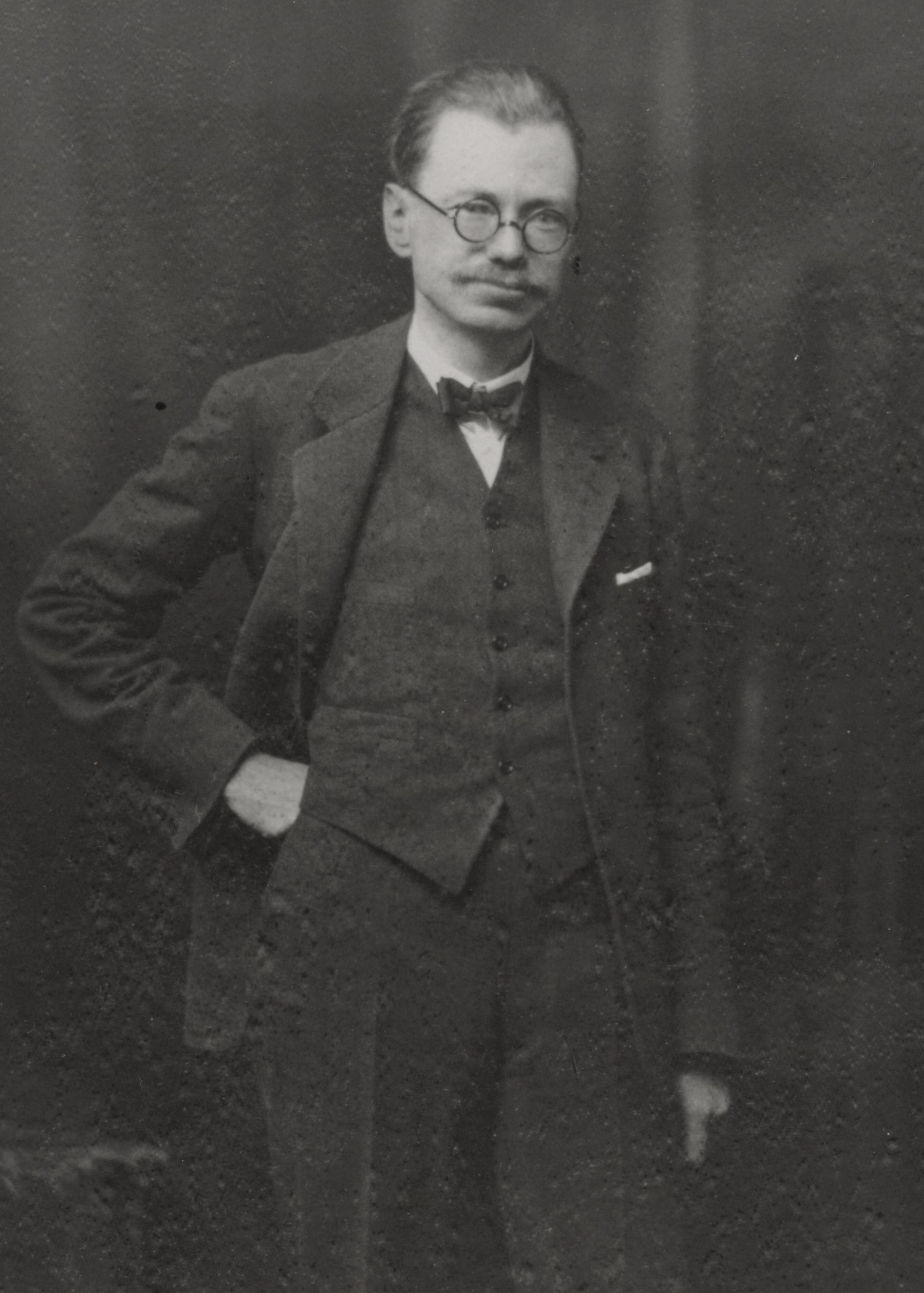
Vere Gordon Childe.

### Australie
- Peter Bellwood (1943- ), spécialiste du Néolithique de l'Asie du Sud-Est et de l'Océanie
- Peter Brown (1954- ), descripteur de l'Homme de Florès en 2004 en Indonésie
- Vere Gordon Childe (1892-1957), précurseur des études indo-européennes, théoricien du Néolithique
- Raymond Dart (1893-1988), descripteur d'Australopithecus africanus en 1925 en Afrique du Sud
- Colin Groves (1942-2017), co-descripteur d'Homo ergaster en 1975 au Kenya
- Michael Morwood (1950-2013), co-découvreur de l'Homme de Florès en 2003 en Indonésie

### Autriche
- Felix von Luschan (1854-1924)
- Oswald Menghin (1888-1973)
- Otto Zdansky (1894-1988), paléontologue, découvreur de l'Homme de Pékin en 1921 en Chine

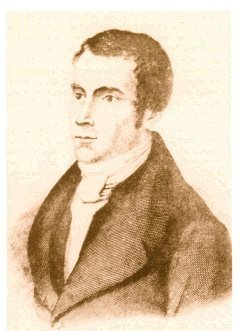
Philippe-Charles Schmerling.

### Belgique
- Édouard Dupont (1841-1911)
- Julien Fraipont (1857-1910)
- Marc Groenen (1954- ), historien de l’art, archéologue et philosophe des sciences, spécialiste de l’art du Paléolithique supérieur et historien de la préhistoire
- Joseph Hamal-Nandrin (1869-1958)
- Marcel Otte (1948- ), généraliste de la Préhistoire
- Aimé Rutot (1847-1933)
- Philippe-Charles Schmerling (1790-1836), découvreur en 1829 des fossiles d'Engis, dont Engis 2, premier fossile néandertalien jamais mis au jour
- Antoine Spring (1814-1872)

### Canada
- Davidson Black (1884-1934), descripteur du Sinanthrope en 1927 en Chine

### Corée du Sud
- Sohn Pokee (1922-2010), fondateur de la recherche préhistorique en Corée du Sud

### Croatie
- Dragutin Gorjanović-Kramberger (1856-1936), paléontologue, découvreur en 1899 des fossiles néandertaliens de Krapina en Croatie

### Danemark
- Christian Jürgensen Thomsen (1788-1865), auteur en 1836 des trois âges préhistoriques successifs : âge de la pierre, âge du bronze, et âge du fer
- Jens Jacob Asmussen Worsaae (1821-1885), fondateur de l'archéologie préhistorique du Danemark, auteur de la loi de Worsaae

### Espagne
- Martín Almagro Basch (1911-1984)
- Juan Luis Arsuaga (1954- ), co-découvreur des fossiles de la Sima de los Huesos en 1992, d'Homo antecessor en 1994, en Espagne
- José María Bermúdez de Castro (1952- ), co-découvreur des fossiles de la Sima de los Huesos en 1992, d'Homo antecessor en 1994, en Espagne
- Pere Bosch Gimpera (1891-1974)
- Eudald Carbonell (1953- ), co-découvreur des fossiles d'Homo antecessor en 1994, découvreur du fossile ATE9-1 en 2007, en Espagne
- Ricardo Duque de Estrada (1870-1941)
- Eduardo Hernández-Pacheco (1872-1965)
- José Pérez de Barradas (1897-1981)
- Luis Pericot Garcia (1899-1978)
- Eduardo Ripoll Perelló (es) (1923-2006)
- Marcelino Sanz de Sautuola (1831-1888), co-descripteur de la grotte d'Altamira en 1880 en Espagne

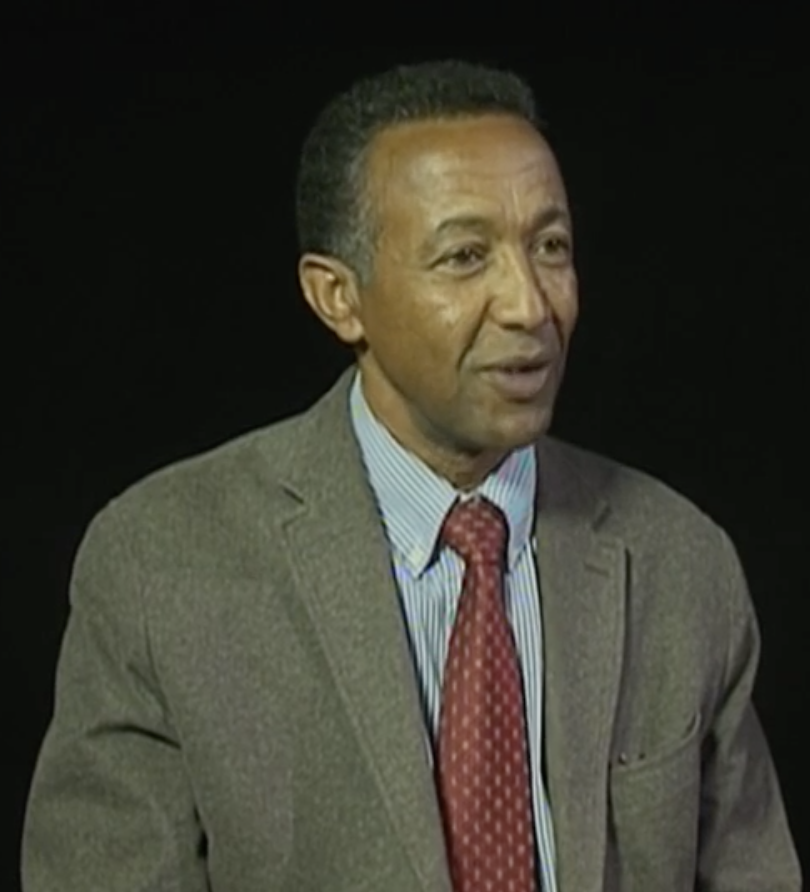
Yohannes Haile-Selassie.

- Juan Vilanova y Piera (1821-1893), co-descripteur de la grotte d'Altamira en 1880 en Espagne

### Éthiopie
- Zeresenay Alemseged (1969- ), découvreur de Selam en 2000 en Éthiopie
- Berhane Asfaw (1954- ), co-descripteur d'Ardipithecus ramidus en 1994, d'Australopithecus garhi en 1999, en Éthiopie
- Yohannes Haile-Selassie (1961- ), découvreur d'Ardipithecus kadabba en 1992, d'Australopithecus garhi en 1997, de Kadanuumuu en 2005, d'Australopithecus deyiremeda en 2011, en Éthiopie

### Géorgie
- David Lordkipanidze (1963- ), découvreur d'Homo georgicus de 1991 à 2005 en Géorgie

### Grèce
- Aris Poulianos (1924- ), descripteur de l'Homme de Petralona en 1976 en Grèce

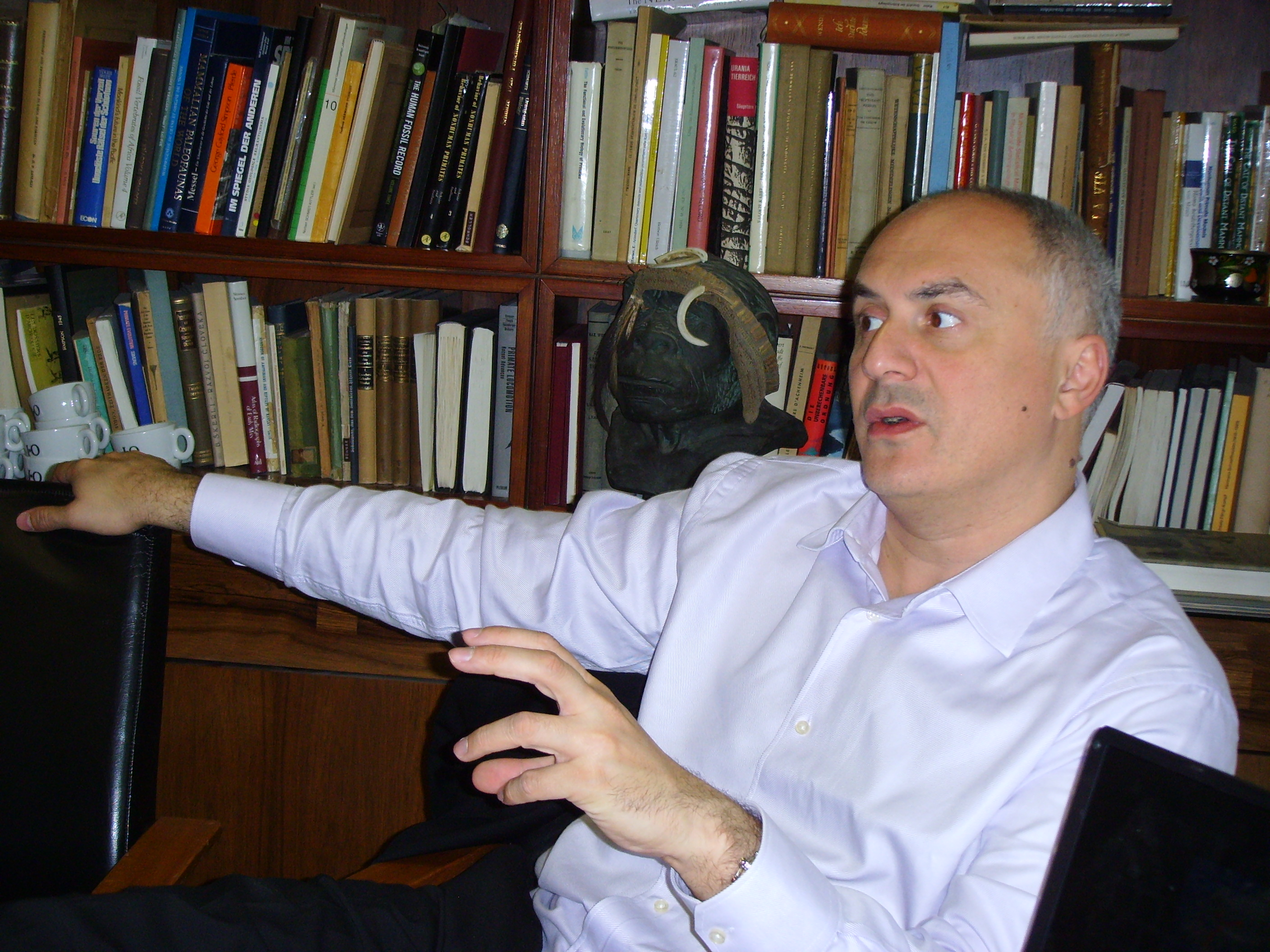
David Lordkipanidze.

### Hongrie
- Sándor Bökönyi (1926-1994), spécialiste de la domestication animale dans l'Europe néolithique
- László Vértes (1914-1968), découvreur du site paléolithique de Vértesszőlős en 1963 en Hongrie

### Iran
- Fereidoun Biglari (1970- ), spécialiste du Paléolithique en Iran

### Israël
- Ofer Bar-Yosef (1937- ), préhistorien et paléoanthropologue
- Yoel Rak (de) (1946- ), spécialiste de l'anatomie du crâne des hominines, co-découvreur du fossile AL 444-2 en 1991 en Éthiopie

### Italie
- Alberto Angela (1962-)
- Amilcare Bietti (1937-2006), spécialiste des applications mathématiques et statistiques en préhistoire
- Francesco Bassani (it) (1853-1916)
- Alberto Carlo Blanc (it) (1906-1960)
- Giovanni Capellini (1833-1922)
- Gaetano Chierici (1819-1886)
- Maria Bianca Cita (1924-) sédimentologue spécialiste de la crise de salinité messinienne
- Cristiano Dal Sasso (1965-)
- Cesare Emiliani (1922-1995)
- Fiorenzo Facchini (1929-), directeur du Musée d'anthropologie de l'Université de Bologne, écrivain en paléoanthropologie
- Egidio Feruglio (it) (1897-1954)
- Carlo Fornasini (it) (1854-1931)
- Bartolomeo Gastaldi (1818-1879)
- Gaetano Giorgio Gemmellaro (it) (1832-1904)
- Arturo Issel (1842-1922)
- Riccardo Levi-Setti (en) (1927-2018)
- Giancarlo Ligabue (1931-2015)
- Francesco Mallegni (en) (1940-)
- Giuseppe Giovanni Antonio Meneghini (1811-1889)
- Paolo Orsi (1859-1935), archéologue de l'Antiquité et du Néolithique italiens
- Luigi Piacenza (it) (1935-2009)
- Luigi Pigorini (1842-1925)
- Franco Rasetti (1901-2001)
- Marcello Ruta (en) (contemporain)
- Giuseppe Seguenza (1833-1889)
- Vittorio Simonelli (it) (1860-1929)
- Antonio Stoppani (1824-1891)
- Pellegrino von Strobel (1821-1895)
- Federico Venturi (en) (1940-2020)
- Giovanni Serafino Volta (en) (1764-1842)
- Francesco Zorzi (1900-1964)

### Japon
- Gen Suwa (en) (1954- ), découvreur en 1992 et co-descripteur en 1994 d'Ardipithecus ramidus, découvreur en 2007 de Chororapithecus, en Éthiopie

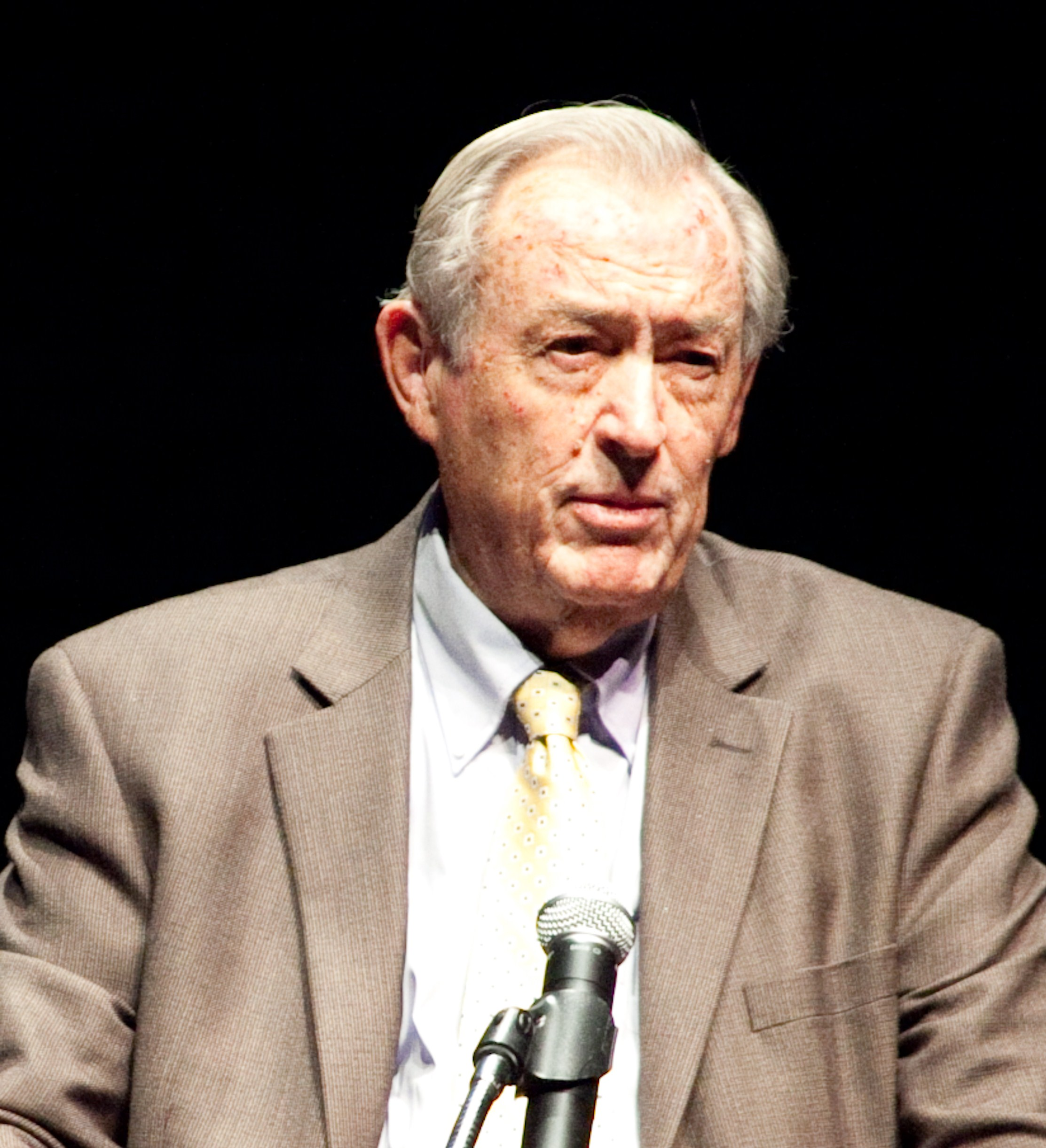
Richard Leakey.

### Kenya
- Kamoya Kimeu (1940- ), co-découvreur du Garçon de Turkana en 1984 au Kenya
- Louis Leakey (1903-1972), co-découvreur de Paranthropus boisei en 1959, et d'Homo habilis en 1960, en Tanzanie
- Mary Leakey (1913-1996), co-découvreuse de Paranthropus boisei en 1959, et d'Homo habilis en 1960, en Tanzanie
- Richard Leakey (1944- ), co-découvreur du Garçon de Turkana en 1984 au Kenya
- Meave Leakey (1942- ), découvreuse de Kenyanthropus platyops en 1999 au Kenya
- Louise Leakey (1972- )

### Malte
- Themistocles Zammit (1864-1935), professeur de médecine, pionnier de l'archéologie maltaise

### Nouvelle-Zélande
- Allan Wilson (1934-1991), généticien, promoteur de la théorie de l'Horloge moléculaire, auteur en 1987 du concept d'Ève mitochondriale

### Pays-Bas
- Eugène Dubois (1858-1940), médecin anatomiste, découvreur d'Homo erectus en 1891 à Java en Indonésie
- Wil Roebroeks (en) (1955- ), descripteur en 2009 du premier fossile néandertalien trouvé aux Pays-Bas, spécialiste du Paléolithique inférieur et moyen en Europe

### Pologne
- Romuald Schild (1936- ), co-découvreur du site néolithique de Nabta Playa en 1973 en Égypte

### Portugal
- João Zilhão (de) (1957- ), l'un des promoteurs de la théorie des interactions soutenues entre l'Homme de Néandertal et Homo sapiens

### Russie
- Valeri Alekseïev (1929-1991), descripteur de l'espèce Homo rudolfensis en 1986 au Kenya
- Anatoly Derevyanko (en) (1943- ), spécialiste du peuplement paléolithique de la Sibérie
- Elena Kuzmina (en) (1931-2013), spécialiste des origines des peuples indo-iraniens
- Alexandre Mongait (en) (1915-1974), diffuseur de l'archéologie préhistorique européenne en Russie
- Alekseï Okladnikov (1908-1981), découvreur du fossile néandertalien de Teshik-Tash en 1938 en Ouzbékistan, spécialiste de la préhistoire de la Sibérie

### Serbie
- Vladimir Milojčić (de) (1918-1978)
- Dragoslav Srejović (1931-1996), archéologue des sites préhistoriques de l'ex-Yougoslavie, tels que Lepenski Vir

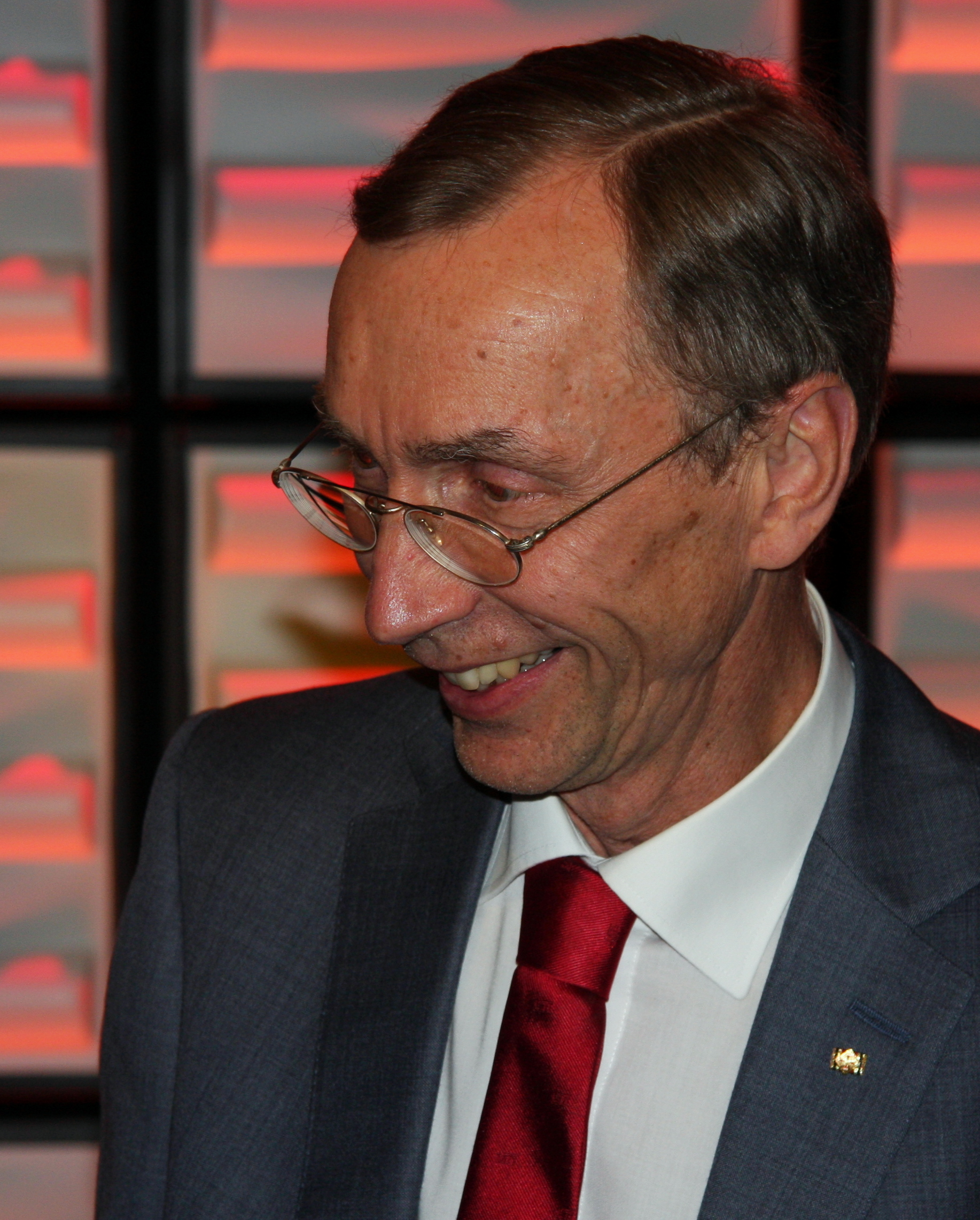
Svante Pääbo.

- Miloje Vasić (1869-1956)

### Suède
- Johan Gunnar Andersson (1874-1960), géologue, archéologue, descripteur de l'Homme de Pékin en 1926 en Chine
- Svante Pääbo (1955- ), spécialiste de paléogénétique, co-descripteur génétique de l'Homme de Denisova en 2010 en Sibérie

### Suisse
- Marie Besse (1964- )
- Édouard Desor (1811-1882)
- Otto Hauser (1874-1932)
- Marion Lichardus-Itten (1941- )
- Eugène Pittard (1867-1962), anthropologue, ethnologue, préhistorien
- Marc Sauter (1914-1983)
- Emil Vogt (de) (1906-1974)

### Tchéquie
- Jan Filip (1900-1981)
- Vratislav Mazák (1937-1987), zoologiste, co-descripteur d'Homo ergaster en 1975 au Kenya

## Liens

### Classement encyclopédique
- Sciences humaines
  - Archéologie
    - Préhistoire (période)
    - Préhistoire (discipline)
- Sciences de la nature
  - Paléontologie
    - Paléoanthropologie